# San Manuel, Veracruz
San Manuel är en ort i Mexiko.   Den ligger i kommunen Papantla och delstaten Veracruz, i den sydöstra delen av landet, 220 km öster om huvudstaden Mexico City. San Manuel ligger 179 meter över havet och antalet invånare är 124.
Terrängen runt San Manuel är platt åt nordost, men åt sydväst är den kuperad. San Manuel ligger uppe på en höjd. Runt San Manuel är det ganska tätbefolkat, med 83 invånare per kvadratkilometer. Närmaste större samhälle är Agua Dulce, 19,3 km nordväst om San Manuel. Trakten runt San Manuel består till största delen av jordbruksmark.